# Bewerley
Bewerley è un villaggio e una parrocchia civile della contea del North Yorkshire che si trova a circa 0,5 miglia a sud di Pateley Bridge nel Yorkshire e Humber dell'Inghilterra, Regno Unito.

## Storia

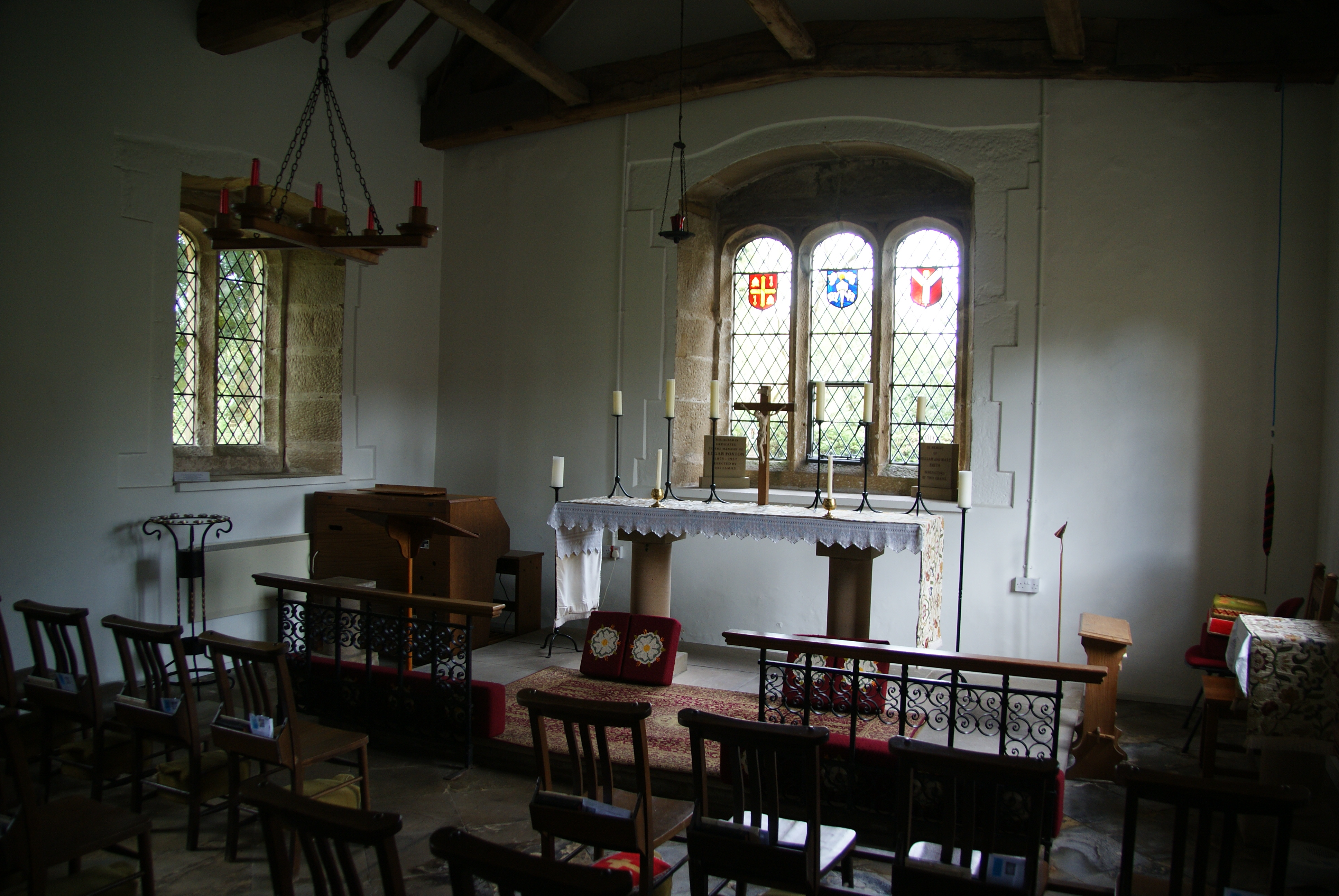
Interno della sala della Bewerley Grange Chapel

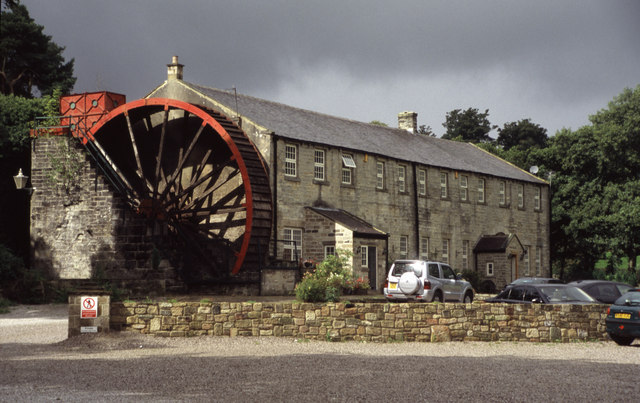
Mulino di Foster Beck

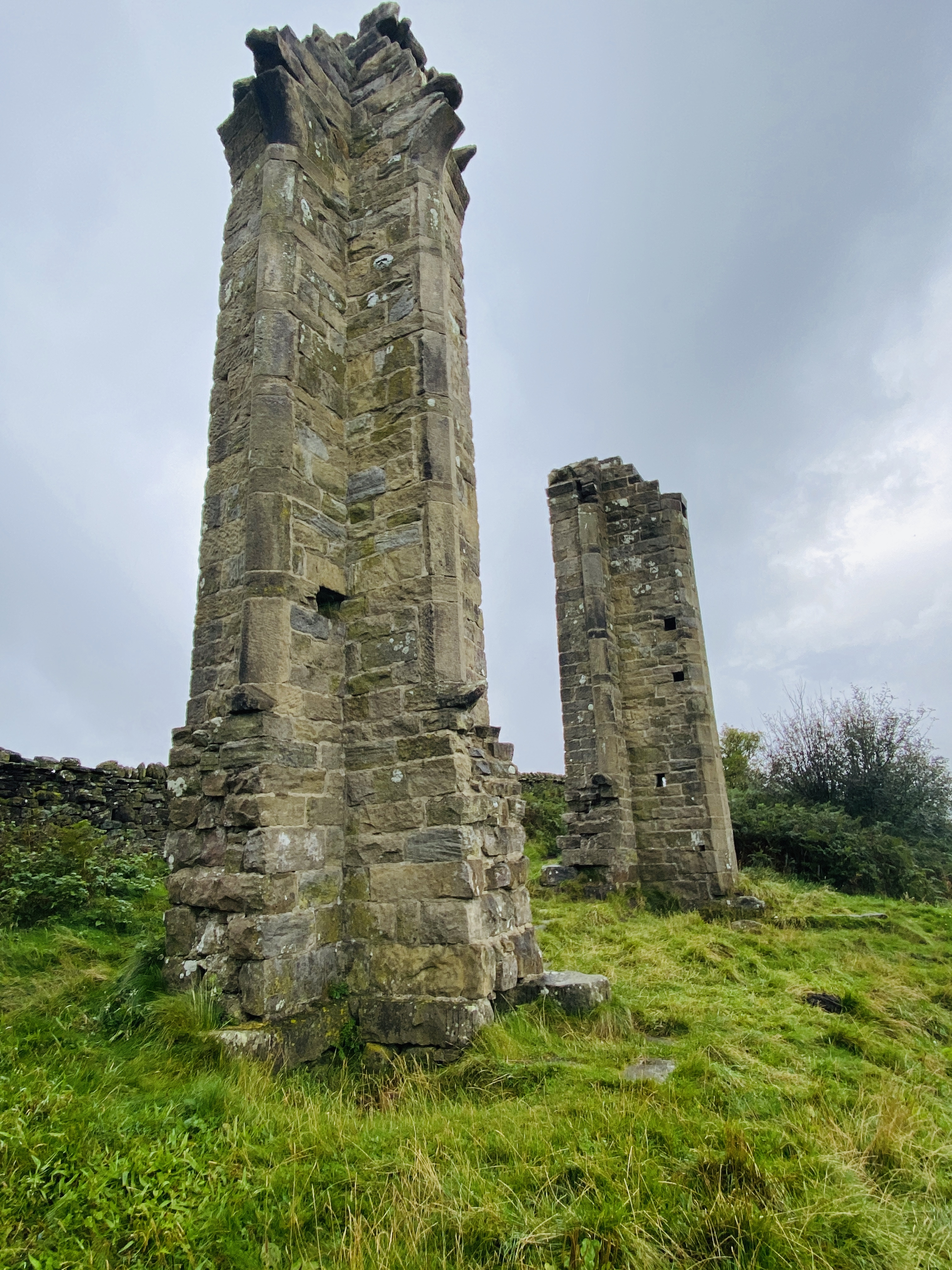
Yorke's Folly

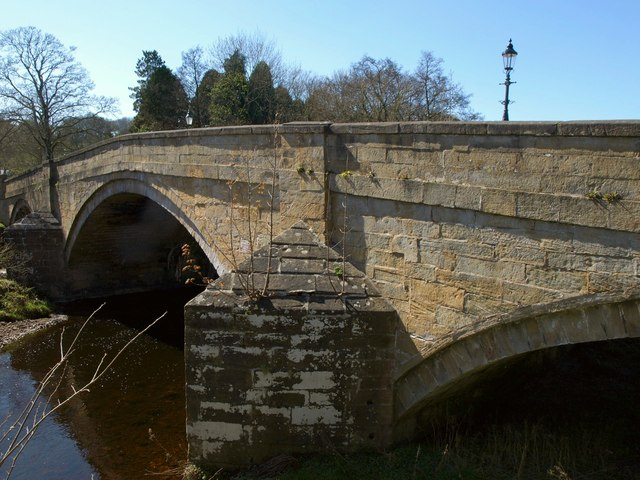
Ponte di Pateley

Bewerley fu citato nel 1086 dal Domesday Book come Bevrelei e il signore locale, nel 1066, fu Gospatric. In seguito risultò attestata a Ernegis ERNEGIS. Nel XII secolo Bewerley Manor era in possesso di Roger de Mowbray, figlio del primo Lord Mowbray che era morto nel 1136 lasciando la sua eredità a Roger ancora minorenne. Di conseguenza il re prese in carico le sue proprietà fino a quando non raggiunse la maggiore età. Sebbene la data della costruzione della prima cappella sita a Bewerley non sia nota, sicuramente ne era presente una molto prima del 1175, perché in quell'anno Roger de Mowbray cedette Bewerley insieme alla terra tra Dacre e Killinghall all'Abbazia di Fountains. Questa concessione fu stabilita in cambio di una somma per finanziare il suo viaggio a Gerusalemme. Dopo una disputa si scoprì che la terra a sud di Dacre apparteneva agli Stuteville, signori di Knaresborough, e così in cambio Roger cedette la terra sul lato est del Nidd, che successivamente divenne nota come Fountains Earth. A tale territorio aggiunse Brimham e Hartwith e poi concesse tutti i diritti minerari nelle terre detenute da Fountains, in compenso del grano che i suoi uomini avevano preso dai monaci a Ripon. Visse il resto della sua vita come un monaco cistercense nel 1195 e fu sepolto nell'abbazia di Byland che aveva fondato.
Ai monaci furono lasciati i diritti di pascolare, estrarre minerali, costruire e coltivare la terra come preferivano. I fratelli laici dell'abbazia furono inviati a fondare una grande fattoria a Bewerley, composta da numerosi annessi compresi la cappella e altri edifici per ripararsi. Le siepi e i fossati non dovevano essere troppo alti, poiché Roger de Mowbray mantenne il diritto per i suoi forestali di cacciare. Questo grande insediamento, come quelle a Ramsgill, Dacre e Brimham, prosperò fino al tempo delle incursioni scozzesi, quando questi stabilirono il loro quartier generale a Fountains Abbey per alcuni giorni. Il monastero per la tassazione papale era stato valutato in modo notevole nel 1291, ma dopo le incursioni scozzesi del 1318 il suo valore diminuì fortemente. Un documento del 27 luglio 1318 si riferisce alle Fountains Granges e ai luoghi esterni come distrutti, principalmente a causa di queste incursioni e in seguito della Peste Nera. Il numero di fratelli laici venne ridotto a tal punto che queste strutture dovettero essere affittate a servi pagati e, più tardi ancora, ad affittuari. I fratelli laici a Fountains dopo la Peste Nera non poterono più rimanere.
Nel 1362 Bewerley era stata annessa alla prebenda di Studley per quanto riguardava tutte le decime. La cappella che ci è pervenuta fu costruita al tempo di Marmaduke Huby, abate di Fountains dal 1494 al 1526. Le iniziali "M.H" sono ancora visibili all'esterno di tre delle pareti, così come l'iscrizione "SOLI DEO HONOR ET GLORIA" (A Dio solo onore e gloria) sul muro est. Esternamente l'edificio è probabilmente poco diverso dall'originale. Bewerley Grange rimase in possesso di Fountains Abbey fino allo scioglimento dei monasteri. Gli affittuari della Grange a quel tempo erano William e Joanna Darnbrook, Marmaduke Hardcastel, William Collyer e John Darnbruk. I Dernebruks (o Darnbrooks) erano da tempo insediati a Bewerley presso l'Abbey Lodge e nella foresta di Nidderdale. Per sei anni dopo il 1451 Thomas Darnbrooke fu pagato per la gestione delle miniere di piombo.
Re Edoardo II nell'autunno del 1323 viaggiò da Kirkby Malzeard attraverso Nidderdale passando per Ramsgill e Bewerley fino alla residenza di caccia reale di Haverah Park dove trascorse diversi giorni. Trascorse la notte del 24 settembre a Dacre o a Bewerley Abbey Lodge. Dopo lo scioglimento, il re cedette Bewerley Manor a Sir Lewis Mordaunt, un cavaliere che a sua volta lo vendette a Thomas Benson nel 1537. Thomas Benson affittò alcune miniere e la cappella monastica che a quel tempo era utilizzata come casa di abitazione. Il 1º novembre 1522 metà di Bewerley Grange fu affittata a William Colyer per 40 anni. Gli affitti e le tasse delle fattorie venivano pagati nei giorni dei santi e quindi i giorni di festa coincidevano con le stagioni agricole. Da ogni giorno dei santi si poteva risalire alle pratiche agricole del periodo.
Nel XVI secolo la chiesa collegiata di Ripon fu sciolta, le entrate dei canonici furono confiscate e la prebenda di Studley fu affittata dalla Corona a Sir William Ingilby e Thomas Ingilby di Ripon, che quindi ebbero il diritto di riscuotere le decime. I contadini di Bewerley però si rifiutarono poiché erano stati affittuari di Fountains e avevano vecchi accordi sugli affitti. Di conseguenza seguirono delle controversie e ci furono diverse cause presso la Cancelleria. Un risultato fu che la Cancelleria cedette Greenhow a Sir Stephen Proctor che acquisì il maniero di Bewerley nel 1618. Nel 1547 gli York acquistarono alcune proprietà di Byland a Nidderdale. John Armitage acquistò Bewerley Manor da Thomas Benson nel 1600 pensando di ottenerne i diritti minerari, ma Sir Stephen Proctor aveva acquistato le miniere di Bewerley nel 1597. Mary Yorke, vedova di Sir John, acquistò il maniero di Bewerley da John Dove e sua moglie Anne. Il trasferimento non includeva i diritti sulle miniere di piombo e carbone sui terreni comuni di Bewerley. Il 6 luglio 1678 Mary Yorke, insieme ad altre sei persone, donò la cappella di Bewerley e il cortile della cappella per utilizzarla come scuola.
Un rapporto dell'arcivescovo Herring del 1743 segnalava una scuola pubblica a Bewerley finanziata da Richard Taylor. Fu Richard Taylor di Wallingwell a riparare la cappella e a costruire una casa per il maestro di scuola. Aggiunse il portico e introdusse il camino. Per un periodo di 140 anni la piccola cappella fu usata come scuola finché, nel 1818, il signor Yorke cedette due cottage a Bridgehousegate da usare al loro posto. Questi, con molte modifiche e aggiunte, furono usati fino alla fine del XX secolo. La cappella e i terreni furono acquistati dal signor Edward Roberts quando Bewerley Manor fu venduto alla partenza della famiglia Yorke che nel 1960 lasciò la proprietà alla Society for the Protection of Ancient Buildings. All'interno due delle colonne dell'altare originale sono utilizzate per l'altare in uso, mentre le altre sono utilizzate come credenza e portafiori. Il fonte battesimale è costruito attorno a una lampada a olio medievale della Fountains Abbey che era in custodia della cattedrale di Ripon.

## Monumenti e luoghi d'interesse
Nel territorio di Bewerley vi sono vari edifici e luoghi degni di particolare interesse. 
- Bewerley Grange Chapel. Si tratta di un ex edificio scolastico e cappella divenuto casa privata e cappella. Risale all'inizio del XVI secolo quando fu affidato ai monaci dell'abbazia di Fountains e fu oggetto di un ampliamento e modifica nel 1679 realizzato da Samuel e Henry Taylor per Lady Yorke. Fu restaurato nel XIX secolo. Il lungo edificio esposto a sud comprende una cappella a un piano, due campate con portico all'estremità est e una casa a un piano, tre campate con piano attico a sinistra. Il tetto è in pietra arenaria squadrata e bugnato, ardesia in pietra graduata. Il portico sovrasta una finestra a montante incassata a due luci con modanature a cavetto e teste ad arco a quattro centri per luci e modanatura del cofano. Viene considerato un monumento classificato di secondo grado per il suo particolare interesse storico e architettonico.[7]
- Mulino di Foster Beck. Si tratta di un edificio storico nato come mulino e utilizzato come locanda. Dal 1º maggio 1974 è considerato un monumento classificato di secondo grado per il suo particolare interesse storico e architettonico.[8]
- Yorke's Folly. Si tratta di un capriccio architettonico e la sua costruzione risale al XIX secolo. L'English Heritage lo ha classificato dal 3 marzo 1987 come edificio storico di secondo grado col numero 1187187.[9][10]
- Ponte di Pateley.